# Mezzanotte/Dicono di me
Mezzanotte/Dicono di me è un singolo della cantante italiana Cocky Mazzetti pubblicato nel 1964 dalla casa discografica Primary.

## Descrizione
La cantante col brano Mezzanotte ha partecipato al Festival di Sanremo 1964 in coppia con Los Hermanos Rigual non arrivando alla serata finale.

## Tracce
1. Mezzanotte (Di Angelo Rotunno e Carlo Alberto Rossi)
2. Dicono di me (Di Edoardo Vianello e Vito Pallavicini)